# Dutch Open Swim Cup 2006
De Dutch Open Swim Cup 2006 werd gehouden van 21 tot en met 23 april 2006 in Nationaal Zwemcentrum de Tongelreep in Eindhoven. De wedstrijd stond in het teken van kwalificatie voor de EK zwemmen 2006 in Boedapest, Hongarije en de WK zwemmen 2007 in Melbourne, Australië.

## Podia

### Mannen
| Onderdeel   | Goud                                | Goud     | Zilver                          | Zilver   | Brons                           | Brons    |
| ----------- | ----------------------------------- | -------- | ------------------------------- | -------- | ------------------------------- | -------- |
| Vrije slag  |                                     |          |                                 |          |                                 |          |
| 50 m        | Eduard Lorente Spanje               | 22,43    | Mark Foster Verenigd Koninkrijk | 22,50    | Johan Kenkhuis Nederland        | 22,69    |
| 100 m       | Pieter van den Hoogenband Nederland | 49,86    | Mitja Zastrow Nederland         | 50,05    | Bas van Velthoven Nederland     | 50,48    |
| 200 m       | Pieter van den Hoogenband Nederland | 1.47,55  | Olaf Wildeboer Spanje           | 1.49,09  | Mitja Zastrow Nederland         | 1.51,37  |
| 400 m       | Marcos Rivera Miranda Spanje        | 3.51,92  | Javier Nunez Molano Spanje      | 3.55,75  | Sebastiaan Verschuren Nederland | 3.58,25  |
| 800 m       | Marcos Rivera Miranda Spanje        | 8.00,70  | Alex Schelvis Nederland         | 8.14,64  | Tom Vangeneugden België         | 8.27,50  |
| 1500 m      | Marcos Rivera Miranda Spanje        | 15.46,42 | Alex Schelvis Nederland         | 15.58,27 | Tom Vangeneugden België         | 16.00,18 |
| Rugslag     |                                     |          |                                 |          |                                 |          |
| 50 m        | Aschwin Wildeboer Spanje            | 25,94    | David Ortega Spanje             | 26,01    | Nick Driebergen Nederland       | 26,28    |
| 100 m       | Aschwin Wildeboer Spanje            | 55,55    | Nick Driebergen Nederland       | 56,60    | Mitja Zastrow Nederland         | 57,14    |
| 200 m       | Aschwin Wildeboer Spanje            | 2.01,91  | John Keetman Nederland          | 2.04,59  | Jordi De Buysere België         | 2.10,58  |
| Schoolslag  |                                     |          |                                 |          |                                 |          |
| 50 m        | Robin van Aggele Nederland          | 28,21    | Thijs van Valkengoed Nederland  | 29,25    | Jeroen van den Berkt Nederland  | 29,71    |
| 100 m       | Robin van Aggele Nederland          | 1.02,11  | Lennart Stekelenburg Nederland  | 1.02,76  | Thijs van Valkengoed Nederland  | 1.02,99  |
| 200 m       | Robin van Aggele Nederland          | 2.14,32  | Thijs van Valkengoed Nederland  | 2.16,61  | Rutger Sloof Nederland          | 2.26,72  |
| Vlinderslag |                                     |          |                                 |          |                                 |          |
| 50 m        | Bastiaan Tamminga Nederland         | 23,95    | Mark Foster Verenigd Koninkrijk | 24,33    | Rafael Muñoz Spanje             | 24,54    |
| 100 m       | Robin van Aggele Nederland          | 54,35    | Rafael Muñoz Spanje             | 54,45    | Bastiaan Tamminga Nederland     | 55,05    |
| 200 m       | Ioannis Drymonakos Griekenland      | 1.57,86  | Antonios Gkioulmpas Griekenland | 2.00,07  | Joeri Verlinden Nederland       | 2.05,59  |
| Wisselslag  |                                     |          |                                 |          |                                 |          |
| 200 m       | Ioannis Drymonakos Griekenland      | 2.03,60  | Sander Karssen Nederland        | 2.08,73  | Jeroen van den Berkt Nederland  | 2.10,87  |
| 400 m       | Ioannis Drymonakos Griekenland      | 4.19,20  | Robin van Aggele Nederland      | 4.24,06  | Javier Nunez Molano Spanje      | 4.32,32  |

### Vrouwen
| Onderdeel   | Goud                              | Goud     | Zilver                            | Zilver   | Brons                             | Brons    |
| ----------- | --------------------------------- | -------- | --------------------------------- | -------- | --------------------------------- | -------- |
| Vrije slag  |                                   |          |                                   |          |                                   |          |
| 50 m        | Inge Dekker Nederland             | 25,06    | Hanna-Maria Seppälä Finland       | 25,61    | Ranomi Kromowidjojo Nederland     | 25,84    |
| 100 m       | Inge Dekker Nederland             | 55,12    | Hanna-Maria Seppälä Finland       | 55,45    | Ranomi Kromowidjojo Nederland     | 56,48    |
| 200 m       | Arantxa Ramos Plasencia Spanje    | 2.00,16  | Inge Dekker Nederland             | 2.00,33  | Linda Bank Nederland              | 2.01,38  |
| 400 m       | Arantxa Ramos Plasencia Spanje    | 4.11,99  | Linda Bank Nederland              | 4.19,80  | Rieneke Terink Nederland          | 4.24,56  |
| 800 m       | Arantxa Ramos Plasencia Spanje    | 8.48,69  | Rieneke Terink Nederland          | 9.11,43  | Marjolein Post Nederland          | 9.15,26  |
| 1500 m      | Linsy Heister Nederland           | 17.57,86 | Bianca de Bruijn Nederland        | 18.20,17 | Marleen van Roessel Nederland     | 19.23,06 |
| Rugslag     |                                   |          |                                   |          |                                   |          |
| 50 m        | Hinkelien Schreuder Nederland     | 28,93    | Mercedes Peris Minguet Spanje     | 29,21    | Nina Zjivanevskaja Spanje         | 29,34    |
| 100 m       | Mercedes Peris Minguet Spanje     | 1.02,60  | Hinkelien Schreuder Nederland     | 1.03,24  | Escarlata Bernard Gonzalez Spanje | 1.03,48  |
| 200 m       | Escarlata Bernard Gonzalez Spanje | 2.12,80  | Duane da Rocha Marce Spanje       | 2.17,12  | Wendy van der Zanden Nederland    | 2.19,77  |
| Schoolslag  |                                   |          |                                   |          |                                   |          |
| 50 m        | Moniek Nijhuis Nederland          | 32,06    | Vasiliki Kavarnou Griekenland     | 32,90    | Margriet Zwanenburg Nederland     | 33,36    |
| 100 m       | Vasiliki Kavarnou Griekenland     | 1.10,78  | Moniek Nijhuis Nederland          | 1.11,07  | Belen Domenech Miranda Spanje     | 1.12,63  |
| 200 m       | Belen Domenech Miranda Spanje     | 2.30,06  | Vasiliki Kavarnou Griekenland     | 2.32,83  | Margriet Zwanenburg Nederland     | 2.35,03  |
| Vlinderslag |                                   |          |                                   |          |                                   |          |
| 50 m        | Inge Dekker Nederland             | 26,66    | Hinkelien Schreuder Nederland     | 27,21    | Chantal Groot Nederland           | 27,28    |
| 100 m       | Inge Dekker Nederland             | 58,94    | Chantal Groot Nederland           | 59,95    | Maria Pelaez Navarrete Spanje     | 1.02,37  |
| 200 m       | Mireia Garcia Sanchez Spanje      | 2.12,38  | Maria Pelaez Navarrete Spanje     | 2.13,88  | Eleutheria Eystathiou Griekenland | 2.17,22  |
| Wisselslag  |                                   |          |                                   |          |                                   |          |
| 200 m       | Mireia Garcia Sanchez Spanje      | 2.18,63  | Duane da Rocha Marce Spanje       | 2.19,46  | Aina Conca Ruzafa Spanje          | 2.19,51  |
| 400 m       | Escarlata Bernard Gonzalez Spanje | 4.51,01  | Eleutheria Eystathiou Griekenland | 4.53,07  | Aina Conca Ruzafa Spanje          | 4.54,04  |